# Мартиролог Адо
«Мартиро́лог Адо́» (лат. Martyrologium Adonis), або «Мартиро́лог Адо́, архієпископа В'єннського» (лат. Martyrologium Adonis archiepiscopi Viennensis) — християнський мартиролог. Написаний латинською мовою близько 855 року франкським архієпископом Адо В'єннським. Має декілька версій-списків. Найдавніша була написана, ймовірно, в Ліоні й містить список та короткі біографії християнських мучеників і святих. Друга версія, написана близько 875 року, має доповнення про римських пап, регіональних святих і духівництво. Найдавніший рукописний список мартиролога містить другу версію; він зберігається в бібліотеці монастиря святого Галла, Швейцарія, під кодом 454 (ix ex). Рукописний список мартиролога з монастиря святого Еммерама в Регенсбурзі, Німеччина, має текстові доповнення церковнослов'янською мовою.